# Ішимський міський округ
Іши́мський міський округ (рос. Ишимский городской округ) — міський округ у складі Тюменської області, Росія.
Адміністративний центр та єдиний населений пункт — місто Ішим.

## Населення
Населення округу становить 64414 осіб (2020; 65142 у 2018, 65243 у 2010, 67757 у 2002).